# Janthikolalu, Hosadurga
Janthikolalu là một làng thuộc tehsil Hosadurga, huyện Chitradurga, bang Karnataka, Ấn Độ.